# Maimetshinae
Maimetshinae – wymarła podrodzina błonkówek z podrzędu trzonkówek i rodziny Maimetshidae. Jej przedstawiciele żyli w kredzie.

## Morfologia
Błonkówki te miały kulistawą, hipognatyczną głowę o nitkowatych czułkach. Użyłkowanie skrzydła przedniego cechowało się długim wierzchołkowym odcinkiem żyłki kubitalnej i antefurkalnym położeniem żyłki cu-a. Użyłkowanie skrzydła tylnego charakteryzowały obecność odcinków sektora radialnego, żyłki medialnej i kubitalnej oraz stykanie się tej ostatniej z żyłką analną. Komórka bazalna skrzydła tylnego była zamknięta. Odnóża zakończone były pięcioczłonowymi stopami z opatrzonymi ząbkiem pazurkami. W przeciwieństwie do Zorophratrinae odnóża tylnej pary nie miały maczugowato zgrubiałych goleni. Osadzona nisko na pozatułowiu metasoma była krótka, nie dłuższa od mezosomy i często przybierała kształt kulistawy. U samicy występowało zwykle krótkie pokładełko.

## Taksonomia i ewolucja
Takson rangi ponadrodzajowej od rodzaju Maimetsha utworzył jako pierwszy w 1975 roku Aleksandr Rasnicyn, natomiast wyróżnienia podrodziny Maimetshinae we współczesnym sensie dokonał w 2016 roku Michael S. Engel. Zalicza się doń 14 rodzajów zgrupowanych w dwóch plemionach:
- Ahiromaimetshini Engel, 2016
- Maimetshini Rasnitsyn, 1975

Ich skamieniałości znajdywane są na terenie Ameryki Północnej, Europy, Afryki i Azji. Zapis kopalny ograniczony jest do kredy, obejmując barrem, apt, alb, cenoman, turon, santon i kampan.